# Erasmuskapelle

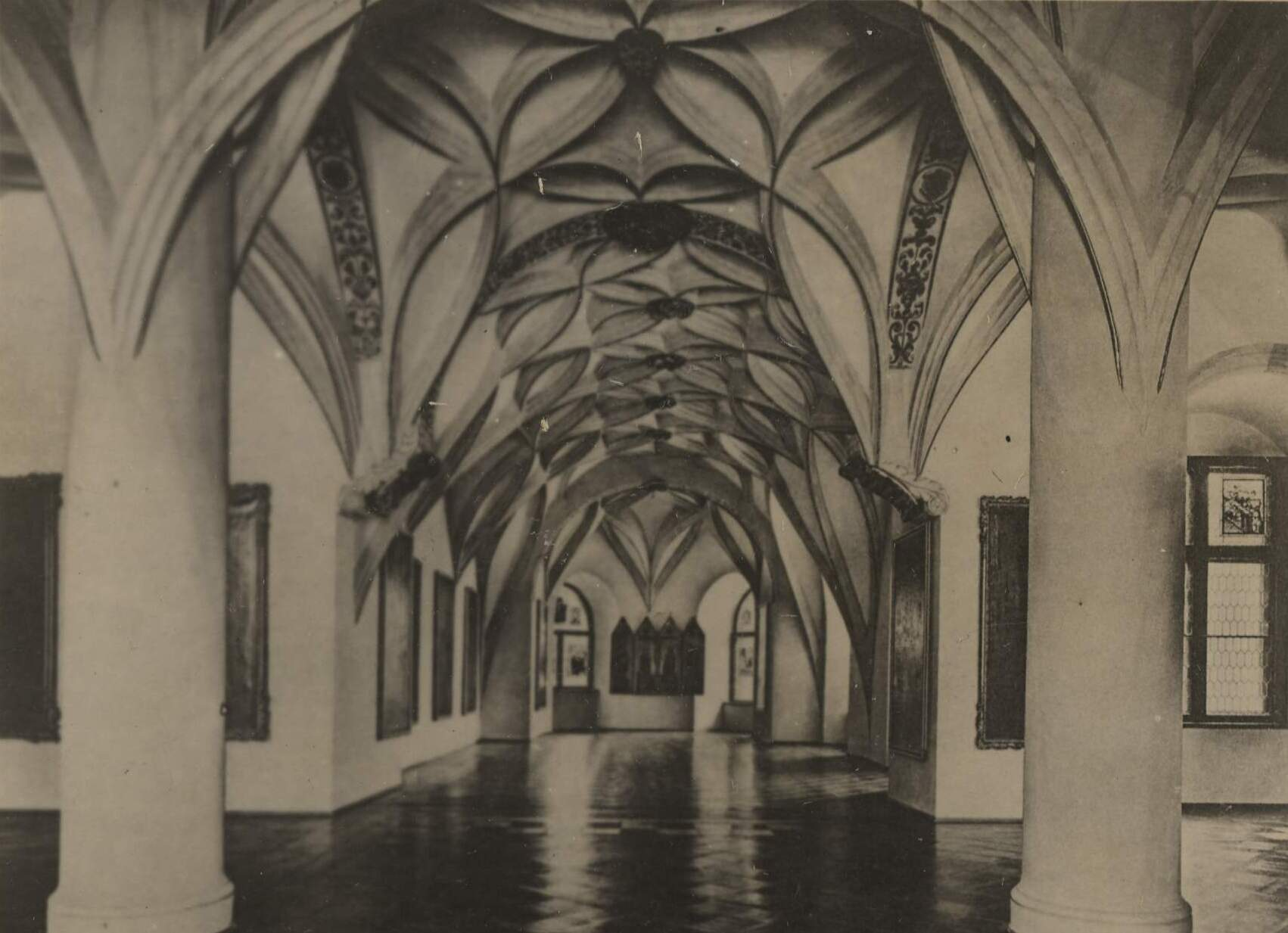
La capilla alrededor de 1900.

La capilla de San Erasmo en el Palacio Real de Berlín (en alemán, Erasmuskapelle) fue un lugar de culto en la desaparecida residencia real situada en la actual capital de Alemania.

## Historia
Su construcción se inició como parte de la del Palacio de la Ciudad (Stadtschloss) en Berlín. La capilla fue consagrada en 1450 dedicando su patronazgo a San Erasmo de Antioquía. Quince años después, en 1465, sería constituida en colegiata. En 1536, esta colegialidad se trasladó al monasterio dominicano de la ciudad.
La década de 1540 supondría la reconstrucción de la capilla en estilo tardogótico según planos de Konrad Krebs. El encargado de las obras fue el maestro Caspar Kreiss. Esta reforma se inscribió en otras obras como la construcción de una cripta sepulcral o de la cercana Grüner Hut (en alemán, Torre Verde).
En el siglo XVIII el espacio interior de la capilla fue dividido en dos pisos, para servir de apartamentos destinados a servidores reales.

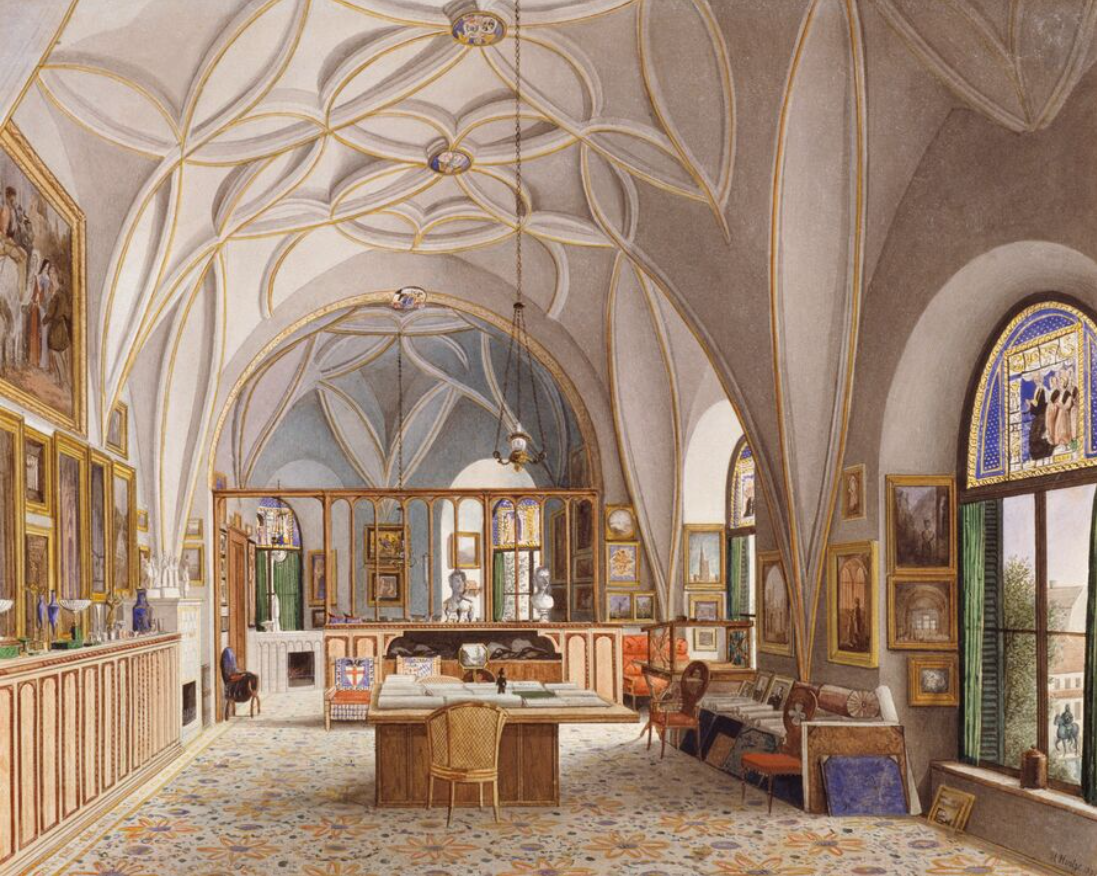
La capilla como estudio de Federico Guillermo IV, según Schinkel (c. 1840)

El siglo siguiente vería el renacer de la capilla cuando su piso superior (con su rica bóveda gótica) fue elegida por el príncipe heredero Federico Guillermo de Prusia (futuro Federico Guillermo IV), como biblioteca y despacho particular. La reforma y adaptación del espacio fue realizada por Schinkel, arquitecto de la corte de Prusia, en estilo neogótico.
Posteriormente sirvió de sala de exposición de pinturas de los siglos XV y XVI, recuperándose parte de su pureza original.
La capilla sería destruida en el bombardeo de las tropas americanas del 3 de febrero de 1945, que arruinaría la totalidad del Palacio.
No sería hasta 1950 cuando se volarían las ruinas del edificio.

## Descripción
La capilla se situaba en el ala del palacio conocida como ala del Spree por disponerse en paralelo a este río. Contaba con una única nave con cabecera absidial.

Contaba con una rica bóveda tardogótica de nervaduras en estilo sajón. Durante el tiempo en que fue estudio de Federico Guillermo IV, contó con un rico mobiliario neogótico y estaba ricamente alfombrada.

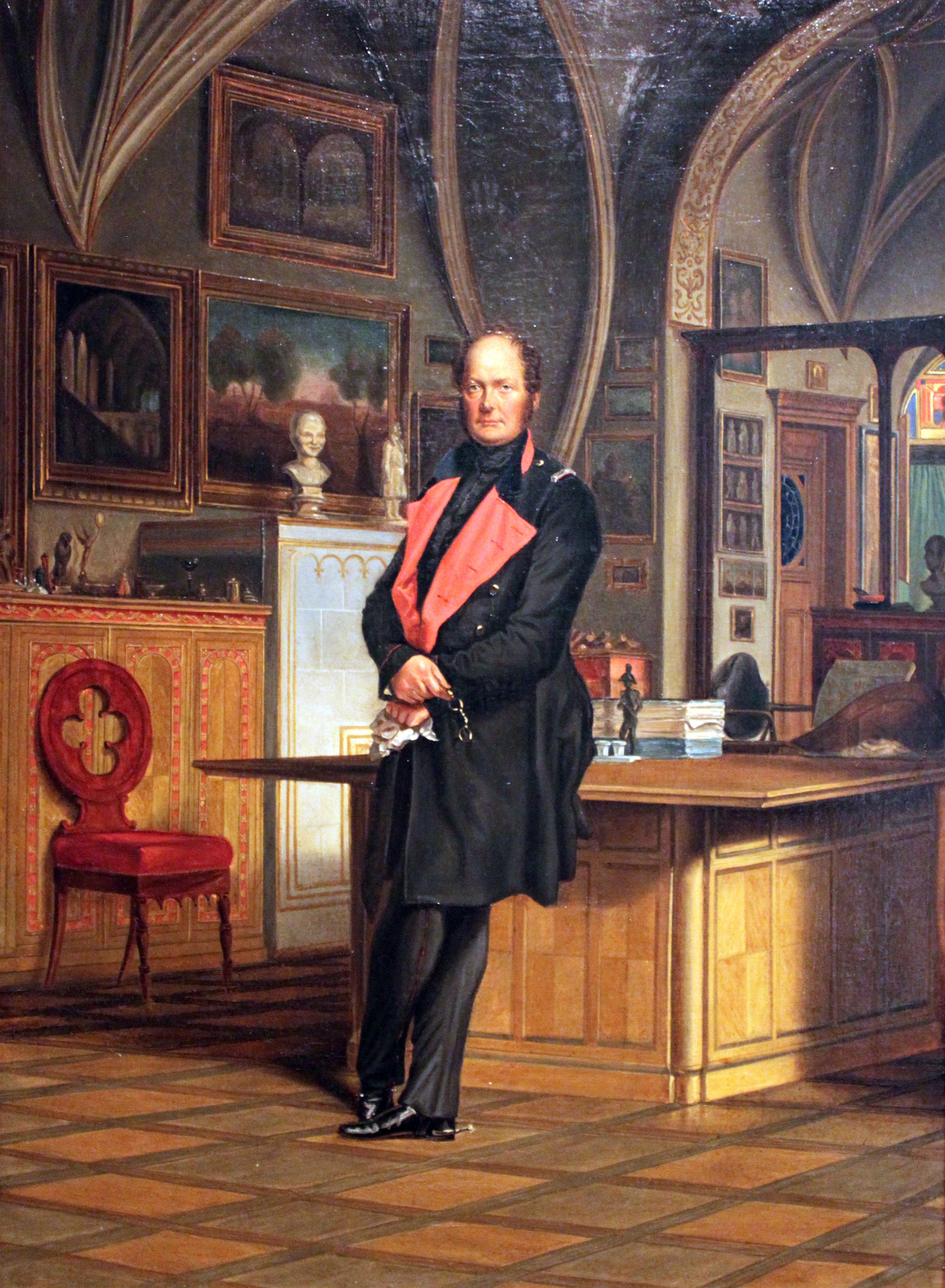
Federico Guillermo IV de Prusia en su estudio, en la parte superior de la capilla.

## Individuales
1. ↑  Vahldiek, Hansjürgen (2011). Berlin und Cölln im Mittelalter: Studien zur Gründung und Entwicklung (en alemán). BoD – Books on Demand. pp. 115-117. ISBN 978-3-8448-8699-3. Consultado el 8 de octubre de 2024.
2. ↑  Schinkel, Karl Friedrich (1 de enero de 1991). A Universal Man (en inglés). Yale University Press. p. 90. ISBN 978-0-300-05165-0. Consultado el 8 de octubre de 2024.
3. ↑  Windholz, Angela (2008). «Raffael als alter ego der Preussischen Monarchie: Zur bildpolitischen Intention des Raffaelsaals in Sanssouci». Marburger Jahrbuch für Kunstwissenschaft 35: 215-265. ISSN 0342-121X. Consultado el 8 de octubre de 2024.

- Datos: Q50333422
- Multimedia: Erasmuskapelle (Berliner Schloss) / Q50333422